# Алојз Коцмур
Алојз Коцмур (Љубљана, 31. јануар 1908 — Загреб, 20. децембар 1943) био је комунистички револуционар и учесник Народноослободилачке борбе.

## Биографија
Отац му је био истакнути члан Југословенске социјалдемократске странке, због чега је као младић често одлазио у Раднички дом, где је добио прва сазнања из политичке економије и филозофије. Године 1923, са свега 15 година, постао је члан Савеза комунистичке омладине Југославије (СКОЈ) у Љубљани, али је због комунистичког деловања био искључен из гимназије. Како би добио прилику да се школује, од стране Комунистичке партије је 1925. послат на школовање у Совјетски Савез. Овде је најпре радио у фабрици, упоредо учећи руски језик, а потом је ванредно завршио средњу школу и положио испит за учитеља вечерњих курсева. Похађао је и Свредловски комунистички универзитет. Радио је као учитељ, најпре у губернији Твер у средњој Азији, а након тога на северном Кавказу. У другој половини 1929. учествовао је на састанку Балканског омладинског секретаријата Комунистичке омладинске интернационале. Тада је укључен у чланство Централног комитета СКОЈ-а.
Јануара 1930. вратио се у Краљевину Југославију. Боравио је најпре у Словенији, а потом је као инструктор ЦК КПЈ упућен у Београд, са задатком да ради на обнављању београдске партијске организације. На овом послу сарађивао је са Матом Видаковићем, Отокаром Кершованијем и Ибрахимом Бабовићем. Њихов рад прекинуло је хапшење, 16. фебруара 1930. године. Приликом ислеђивања у полицији није се добро држао па је полицијским агентима одао имена многих другова са којима је сарађивао. Његовом издајом, ухапшен је у Љубљани истог месеца Едвард Кардељ, секретар Покрајинског комитета СКОЈ за Словенију. На групном суђењу, пред Државним судом за заштиту државе, 18. септембра 1930. осуђен је због комунистичког деловања на 12 година затвора. Заједно са њим осуђени су Мате Видаковић, Ибрахим Бабовић, Отокар Кершовани и Едвард Кардељ и др.
Због лошег дражања током истраге, био је искључен из Комунистичке партије Југославије (КПЈ), али је у затвору активно учествовао у борби политичких затвореника за боље услове живота. Затвореници-комунисти су у сремскомитровачком затвору формирали „универзитет“ са циљем дошколовавања партијских кадрова, који су се налазили на робији. Међу предавачима на овом „универзитету“ био је и Коцмур. На основу знања стеченог током школовања у Москви, направио је поједностављен програм којим је Хегелову и Енгелсову компликовану дијалектику и Марксову политичку економију учинио лако разумљивим полазницима курса, који су углавном били радници или људи средњег образовања.
Након окупације Југославије, када је затвор у Сремској Митровици дошао под контролу усташа, учествовао је у бекству 32 затвореника-комуниста, који су у ноћи 21/22. августа 1941. кроз подземни канал дуг 14 метара изашли на слободу. Заједно са њима отишао је на Фрушку гору, где је убрзо формиран Фрушкогорски партизански одред. Наредбом ЦК КПЈ, већи део бивших затвореника, прешао је на ослобођену територију у Мачви, док је мањи део остао у Срему. По преласку на слободну територију, дошао је у ослобођено Ужице, где је с обзиром да је био искључен из КПЈ, добио је задужење да прати радио вести. Тада је добио партизанско име – Коста Војновић. Како је знао више светских језика, а посебно немачки, пратио је и записовао вести са радија које су користиле редакцији листа Борба, који је штампан у Ужицу. Такође, пропагандно је деловао међу немачким заробљеницима, који су се налазили у Ужицу и држао им предавања о погубној политици националсоцијализма.
Након Прве непријатељске офанзиве, у јесен и зиму 1941. са главнином партизанских снага се повукао у Санџак, где је боравио у Новој Вароши, а одатле је прешао у источну Босну. По доласку и ослобођену Фочу, фебруара 1942. кратко је боравио у Команди места, али је убрзо потом марта 1942. упућен у тада формирану Другу пролетерску ударну бригаду. У пропратном писму, које је упућено Штабу бригаде напоменуто је да му се не додељује никаква руководећа функција, док се не провери његово држање пред полицијом.  Био је борац Треће чете Четвртог ужичког батаљона.
У току похода пролетерских бригада у Босанску крајину, током јуна и јула 1942, Друга пролетерска бригада је учествовала у  нападу на усташко-домобрански гарнизон у Бугојну. Како први напад 16/17. јула није успео, 20/21. јула извршен је нови напад. У овим борбама пролетерске бригаде су претрпеле веће губитке, а у борби коју је Четврти ужички батаљон водио 22. јула 1942, код села Пориче, код Бугојна, Коцмур је заробљен.
Након заробљавања одведен је најпре у Бугојно, а потом је пребачен у Сарајево, где га је 28. јула 1942. лично саслушавао шеф усташког Заштитног редарства за Сарајево и Жупу Врхбосну. Иследнику се његова изјава о свом животном путу, од боравка у Совјетском Савезу, бекству са робије и боравку у партизанском штабу, чинила веома интересантном, да је у једном моменту посумњао да је ухапшени уствари вођа партизана Тито, о чему је обавестио своје надређене, односно Усташку надзорну службу у Загребу, која је почетком септембра тражила да се ухапшени под јаком пратњом пребаци у Заштитино редарство за Загреб. У истрагу о Коцмуру, био је укључен и шеф сарајевског Гестапоа, који је о свему информисао команданта Гестапоа у Београду. Ипак пребацивањем Коцмура у Загреб, откривен је његов прави индентитет, с обзиром да је усташка команда у сремскомитровачком затвору имала њгове податке.
Обешен је 20. децембра 1943. у Дубрави, код Загреба, заједно са још 17 антифашиста.